# 2-Ноненаль
2-ноненаль представляет собой химическое соединение из группы ненасыщенных жирных альдегидов, которое в природе встречается в форме цис- и транс-изомеров.

## В природе
Транс−2-ноненаль или E-ноненаль — характерный летучий ароматический компонент огурца. Он содержится в картофеле, корнях моркови, абрикосах а также в некоторых других фруктах и продуктах питания. Так транс-2-ноненаль — важный ароматический компонент выдержанного пива и гречихи. Цис-изомер или Z-ноненаль был обнаружена в зелёных кофейных зернах. Кроме того 2-ноненаль является компонентом человеческого запаха и ассоциируется с запахом стариков.

### Продукты, в которых есть 2-ноненаль

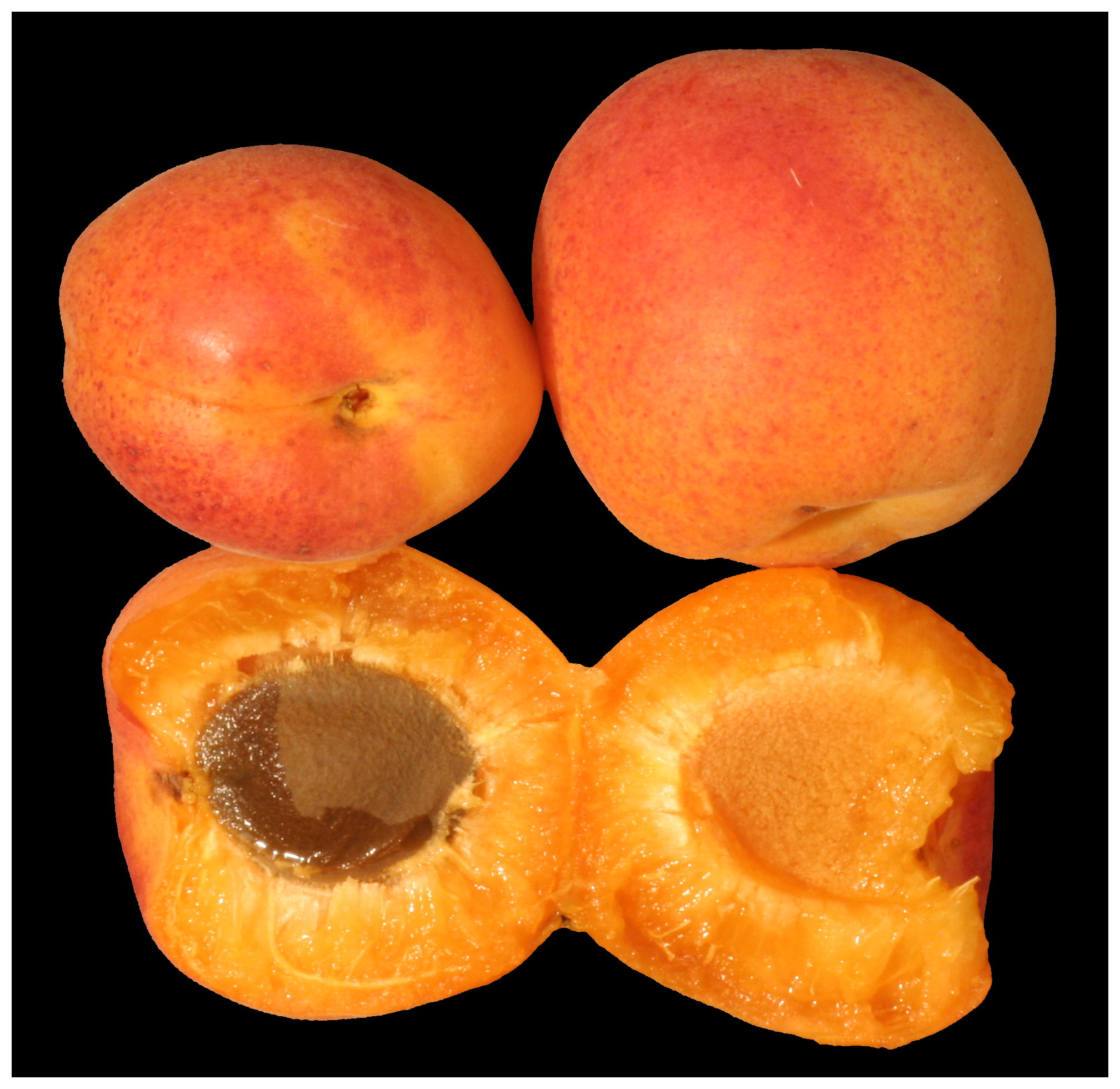
Абрикос
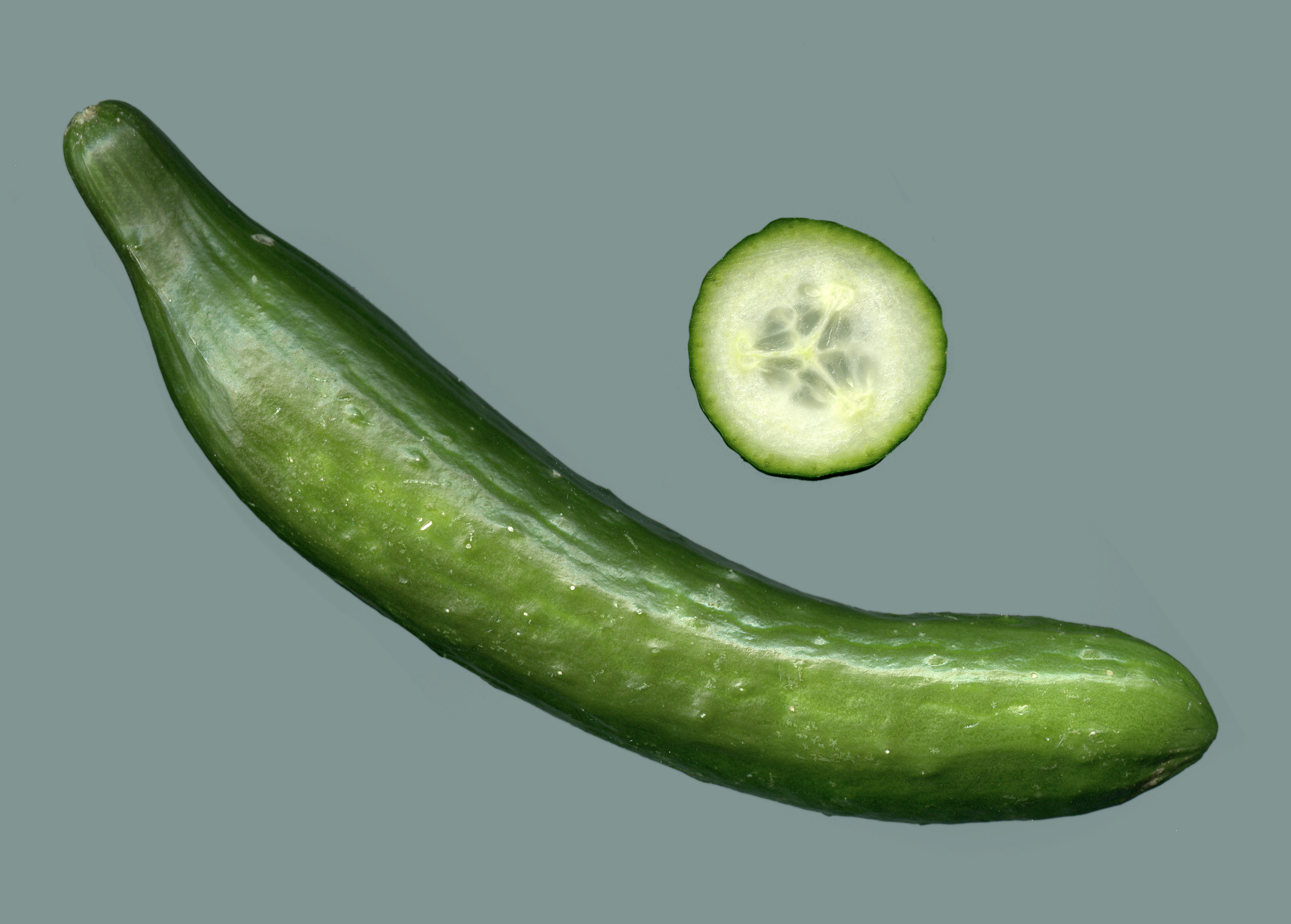
Огурец
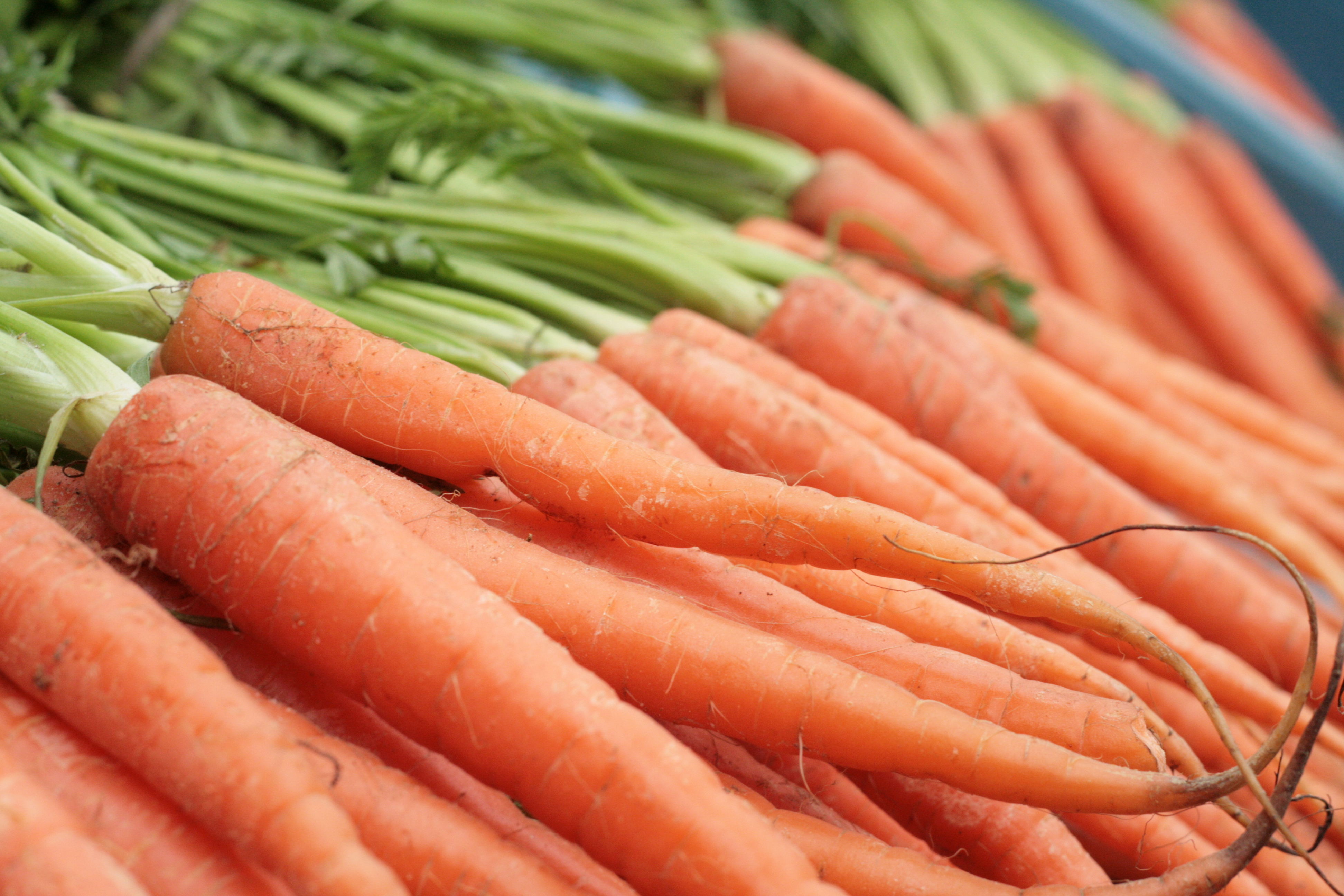
Морковь
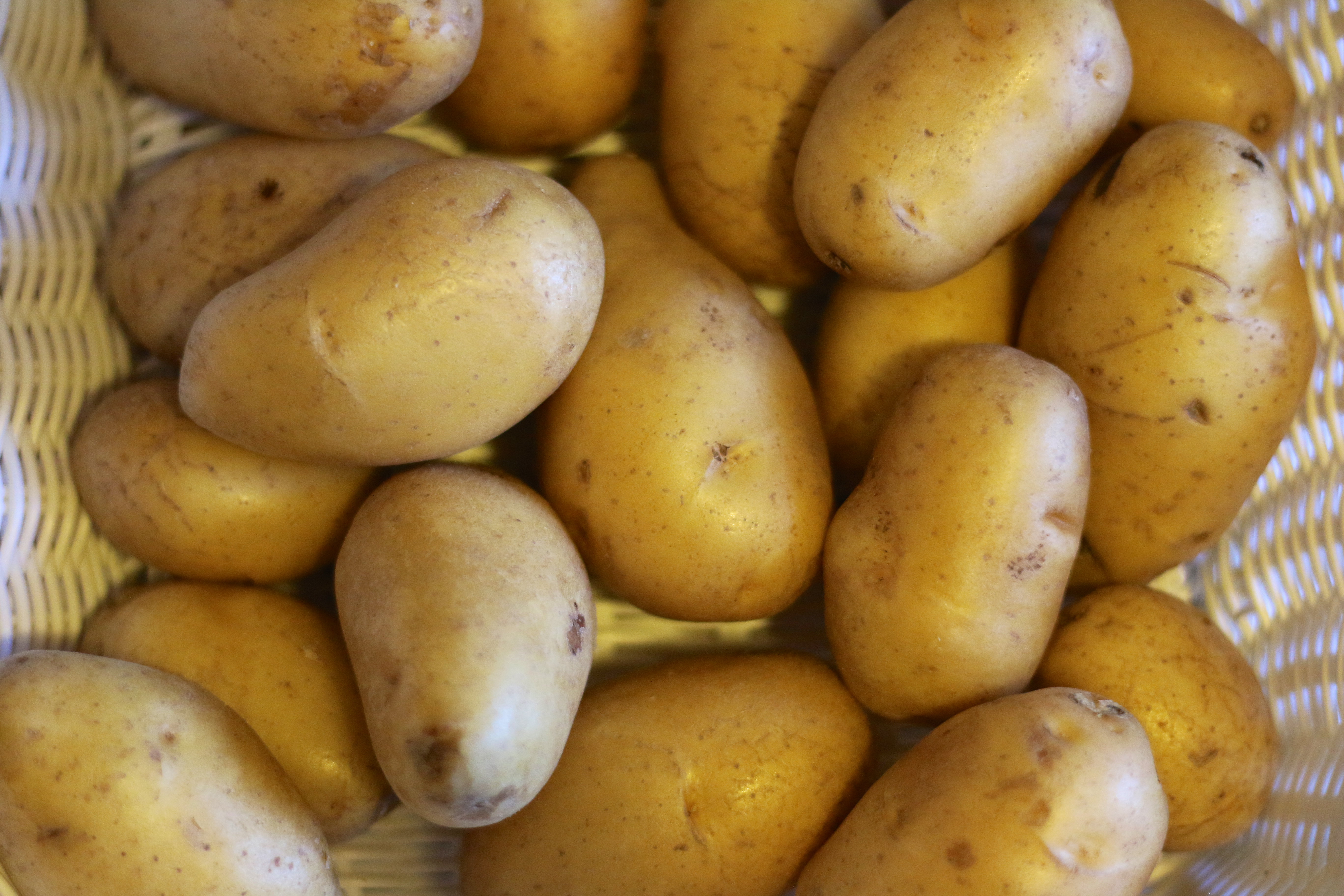
Картошка
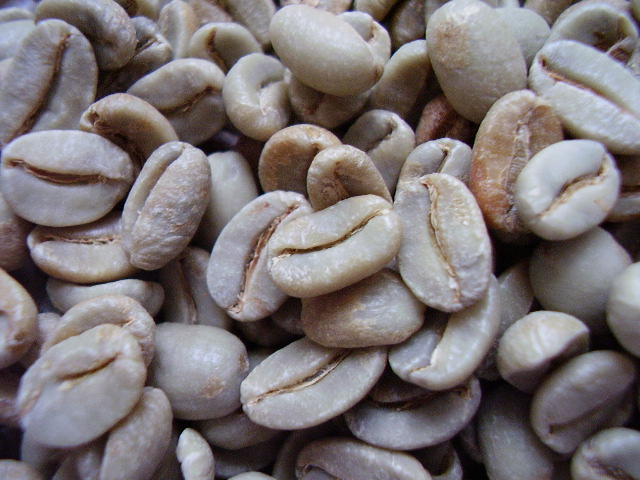
Зелёные кофейные зерна

## Синтез
2-ноненаль можно получить окислением 9,10,12-тригидроксистеариновой кислоты путём реакция Криги. Транс-2-ноненаль получают озонолизом касторового масла в уксусной кислоте с последующей реакцией полученного промежуточного соединения с толуолсульфокислотой или другими подобными веществами.

## Характеристики
Транс-2-ноненаль — бесцветная жидкость, практически нерастворимая в воде. В концентрированной форме имеет очень сильный, проникающий жирный запах. В разбавленном виде запах описывается как ирисовый (корень ириса), восковой и довольно приятный, напоминающий сушёную апельсиновую корку. Вкус меняется в зависимости от концентрации. На воздухе легко окисляется до ноненовой кислоты.

## Использование
Используется в качестве пищевого ароматизатора, при этом для использования одобрены только транс-изомер (номер FL 05.072 ) и смесь цис/транс-изомеров (номер FL 05.171).